# 오를란도 카브레라
오를란도 루이스 카브레라(스페인어: Orlando Luis Cabrera, 1974년 11월 2일 ~ )는 콜롬비아 출신의 전 메이저 리그 베이스볼 내야수이다.
2004년 월드 시리즈에서 보스턴 레드삭스 소속으로 우승을 경험하였다. 선수 시절 동안에 몬트리올 엑스포스, 로스앤젤레스 에인절스 오브 애너하임, 시카고 화이트삭스, 오클랜드 애슬레틱스, 미네소타 트윈스, 신시내티 레즈, 클리블랜드 인디언스, 샌프란시스코 자이언츠에서 뛰었다.
2001년과 2007년 각각 러울링 골드글러브를 수상했다. 2012년 시즌 전 은퇴를 하였다.

## 야구 경력

### 몬트리올 엑스포스 (1997년 ~ 2004년)
1999년 7월 18일 카브레라는 데이비드 콘의 완벽한 경기를 끝내는 데 내야 플라이를 쳤다.
2002년 그는 총 29개의 실책에서 전부의 메이저 리그 베이스볼의 선수들을 이끌었다.
2003년 그는 타구 평균 (.297), 장타율 (.415), 타점 (80)과 도루 퍼센티지 (24에 26)에서 리그 유격수들 중에 2위를 하였다. 추가로 그는 한 시즌에 162개 전부의 경기를 활약한 4명의 몬트리올 엑스포스 선수들 중의 하나였고, 2번이나 하는 데 첫 선수였다. 또한 그 시즌에 그의 17개의 홈런은 엑스포스 역사상 여태까지 유격수에 의한 가장 많은 수였다.
2004년 엑스포스가 카브레라를 보스턴 레드삭스로 이적시킨 이래 그는 7개의 메이저 리그 베이스볼 포스트 시즌들 중 6개에 나오고, 자신이 시즌의 말기를 보낸 모든 팀에서 최소한 1번 나왔다(레드삭스와 2004년, 에인절스와 2005년과 2007년, 화이트삭스와 2008년, 트윈스와 2009년 그리고 레즈와 2010년).

### 보스턴 레드삭스 (2004년)
카브레라는 2004년 여름 7월 이적 최종 기한의 마지막날에 엑스포스에 의하여 레드삭스로 이적되었다. 카브레라는 레드삭스와 함께 58개의 경기에서 6개의 홈런과 31개의 타점과 함께 .294 점을 타구하였다. 그는 또한 유격수 포지션으로 안정을 가져왔다. 또한 트윈스로부터 1루수 더그 민트케이비치를 올리게 한 이적은 레드삭스의 내야수 방어를 높이고, 아메리칸 리그의 와일드카드를 우승하는 데 거래 후 42 승 19 패로 간 팀에 정력을 주었다. 그는 8월 1일 레드삭스와 함께 자신의 첫 타석에서 홈런을 쳐 업적을 이루는 데 8번째 레드삭스 선수가 되었다. 그해 아메리칸 리그 디비전 시리즈의 2번째 경기에서 레드삭스가 로스앤젤레스 에인절스로부터 3개의 경기 시리즈를 휩쓸러 가면서 본루 제거하는 2루타를 쳤다. 레드삭스는 세인트루이스 카디널스를 휩쓴 4개의 경기와 함께 1918년 이래 팀의 첫 월드 시리즈 타이틀을 우승하러 갔다.

### 로스앤젤레스 에인절스 오브 애너하임 (2005년 ~ 07년)
레드삭스와 자신의 2004년 월드 시리즈 승리에 이어 카브레라는 에인절스와 자유 계약 선수로서 계약을 맺었다. 그는 유격수에서 팬의 총아 데이비드 엑스타인을 대체하였다.
2007년 카브레라는 .983의 수비율과 리그 최저의 11개의 실책과 함께 자격있는 아메리칸 리그 유격수들을 이끌어 유격수를 위한 아메리칸 리그 골드글러브 상을 수상하여 1967년 짐 프레고시 이래 에인절스의 유격수에 의한 첫 상이었다. 또한 그는 3연속 해를 위하여 20개의 도루를 가지고, 전체로서 5번째였다.
카브레라는 사상 톱 5의 연속 중에 있던 2006년 초기에서 중반을 거쳐 63개의 경기 연속 출루율을 가졌다. 테드 윌리엄스가 안타에 의하여 본루를 도달한 84개의 연속적 경기와 함께 메이저 리그 기록을 보유하고 있다. 그해 7월 2일 카브레라는 또한 본루의 똑바른 도루를 가져 1997년 이래 에인절스 선수에 의하여 생긴 그런 처음이었다. 카브레라는 또한 던짐 없이 득점하였다.

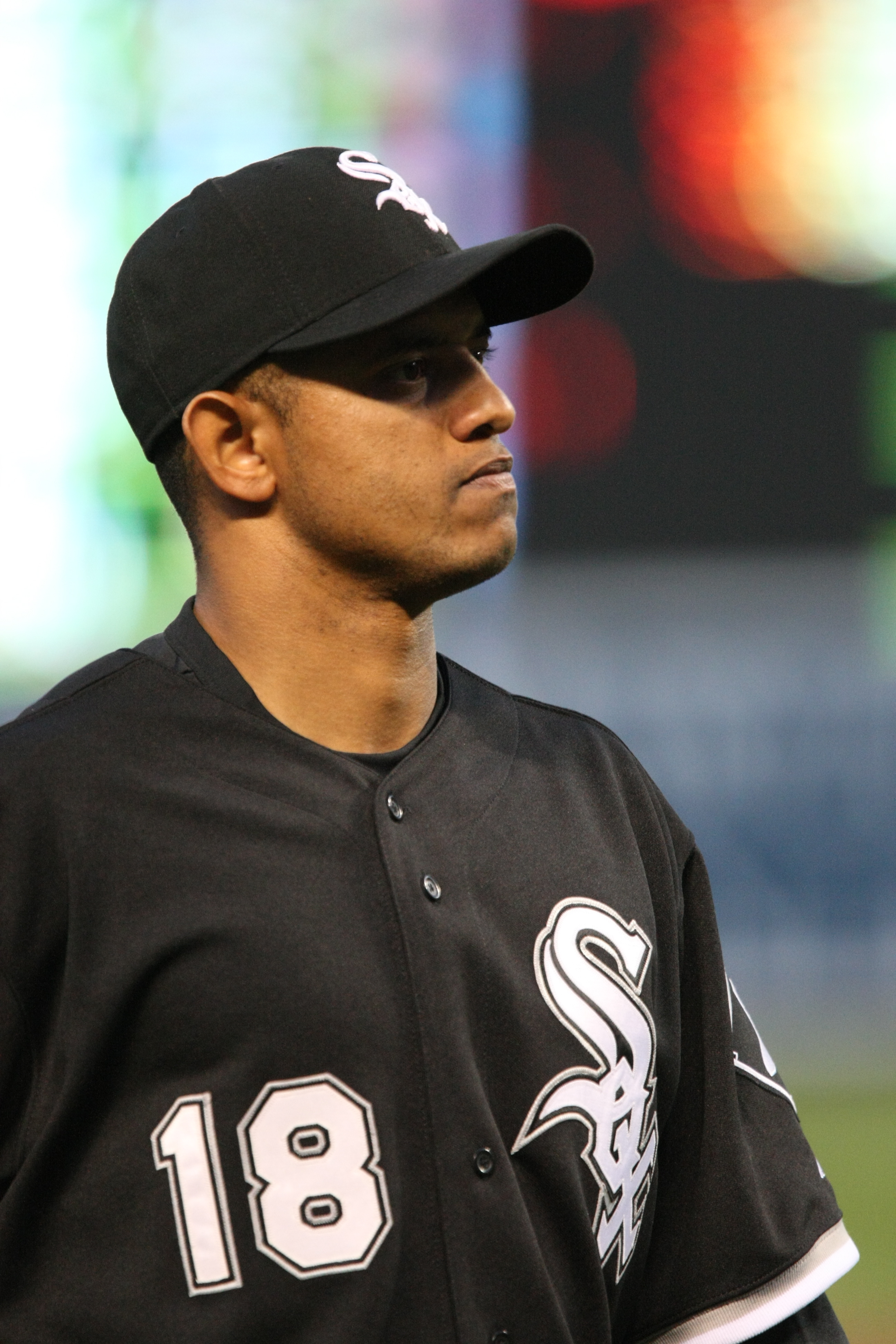
시카고 화이트삭스와 함께 (2008년)

### 시카고 화이트삭스 (2008년)
2007년 11월 19일 그는 존 갈랜드를 위한 돈의 숙고들과 함께 더불어 시카고 화이트삭스로 이적되었다. 화이트삭스와 함께 카브레라의 하나의 시즌은 논쟁과 함께 훼손되었는 데 아지 기옌 감독과 말다툼을 하여 대중매체를 피하는 데 일찍이 클럽을 떠나 실책들이 전복되는 데 신문 기자석을 불러 자신 팀의 태도를 의문하고, 아메리칸 리그 디비전 시리즈의 첫번째 경기에서 타석이 있는 동안 탬파베이 레이스의 투수 그랜트 밸포어에 먼지를 발로 찼다.

### 오클랜드 애슬레틱스와 미네소타 트윈스 (2009년)
2009년 3월 6일 카브레라는 오클랜드 애슬레틱스와 함께 1년 계약을 맺고 중견수로 활약하였다.
그해 7월 31일 카브레라는 유격수 타일러 레이던도프를 위한 돈의 숙고들과 함께 미네소타 트윈스로 이적되었다.
그해에 카브레라는 25개와 함께 실책에서 전부의 메이저 리그 선수들을 이끌었다. 그는 완고한 공격적인 해를 가져 186개의 안타와 77개의 타점과 함께 .284 점을 타구하여 시즌을 끝냈다. 10월 6일 아메리칸 리그 중부 디비전의 동점 결승전에서 그의 7번째 이닝, 2개의 득점 홈런은 포스트시즌 활약으로 진출하는 데 나중에 12번째 이닝에서 6 대 5로 우승한 경기에서 트윈스를 간직하였다.

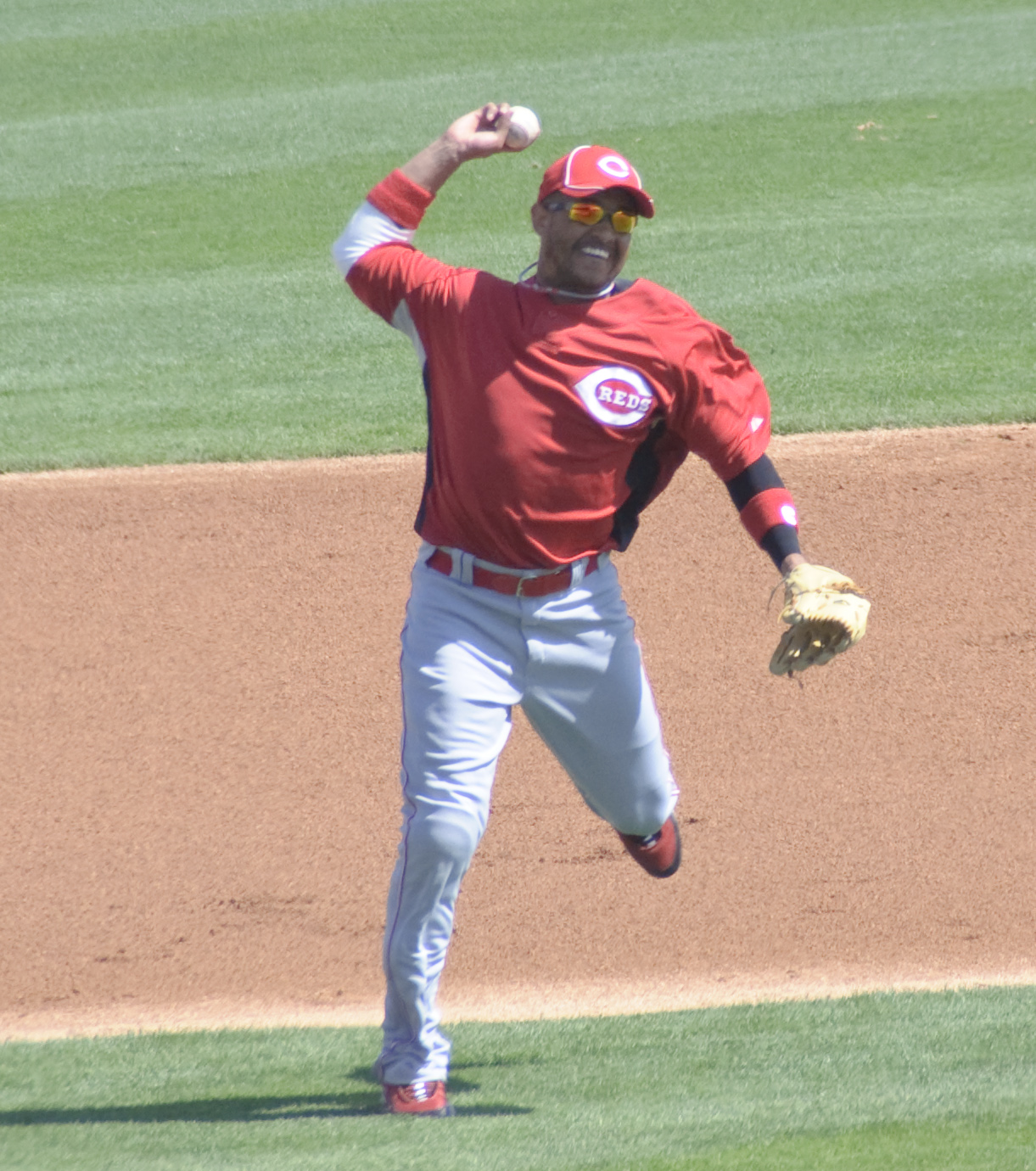
신시내티 레즈 시절의 카브레라 (2010년)

### 신시내티 레즈 (2010년)
2010년 2월 1일 카브레라는 신시내티 레즈와 함께 1년 계약을 맺었다. 카브레라는 레즈의 유격수로서 그 시즌을 보내고, 4개의 홈런, 42개의 타점과 .303의 출루율과 함께 .263의 평균을 게시하였다. 8월 3일부터 9월 3일까지 장애자 명단을 그를 놓은 근육 부상의 이유로 카브레라는 123개 만의 경기에서 활약하였다. 부상이 9월에 지속적으로 그를 괴롭히고, 플레이오프들로 들어가면서 더스티 베이커 감독과 최고에 달하여 카브레라가 고통을 언급함에 불구하고 내셔널 리그 디비전 시리즈의 3번째 경기에서 그에게 출발을 주었다. 첫 이닝에서 카브레라는 득점을 매기는 데 허용한 1루로 높은 투구를 이루었다. 장애자 명단에 놓인 동안 카브레라는 가득 찬 뚱뚱한 유니폼에서 하나의 경기를 보내 심판에게 공들을 가져와 타석들을 수집하였다.
레즈는 1백만 달러의 포기와 함께 그의 계약에 2011년을 위한 선택을 거절하였다. 레즈의 총지배인 월드 조커티는 4백만 달러 선택보다 낮은 가격에서 카브레라를 도로 데려오기를 원했다고 표현하였다.

### 클리블랜드 인디언스와 샌프란시스코 자이언츠 (2011년)
2011년 2월 10일 카브레라는 클리블랜드 인디언스와 함께 1백만 달러를 위한 1년 계약을 맺었다. 유격수에서 자리에 아스드루발 카브레라와 함께 그는 2루수를 맡는 데 전향하였다. 6월 12일 양키 스타디움에서 카브레라는 투수 프레디 가르시아에 자신의 2,000번째 안타를 얻었다.
7월 21일 제이슨 키프니스는 그달에 .172 점을 타구하고, 시즌을 위하여 .244/.275/.323 점을 타구한 카브레라와 함께 임무들을 나누는 데 소집되었다.
7월 30일 카브레라는 마이너 리그의 외야수 토머스 닐을 위하여 샌프란시스코 자이언츠로 이적되었다. 그는 원래 등번호 6이 주어졌으나 J. T. 스노를 위한 존중을 벗어난 등번호 43을 입는 데 선택하였다.

## 은퇴
2012년 1월 18일 카브라레는 자신의 모국 콜롬비아에서 라디오 쇼에 자신의 은퇴를 공고하였다. 동년 11월 그의 형 홀베르트는 만약 콜롬비아 야구 국가대표팀이 2013년 월드 베이스볼 클래식의 최종 라운드로 진출하면 오를란도가 은퇴에서 나와 팀을 위하여 활약할 수 있었다고 말하였다.

## 개인 생활
카브레라는 2011년 5월 19일 사우스캐롤라이나주에서 미국 시민권을 취득하였다. 그는 뉴햄프셔주 윈드햄에 살고 있다.